# رشاش متعدد الأغراض
رشاش متعدد الأغراض (بالإنجليزية: General-purpose machine gun) هو الرشاش متعدد الاستخدامات ويقصد بذلك أنه يُمكن أن يُستخدم كرشاش للجنود المشاة، ويمكن أن يستخدم على عربات مدرعة، ويمكن أن يستخدم على متن مروحية. وكذلك لتعدد المهام القتالية للسلاح فيمكن إستخدامه ضد تجمعات الافراد والعربات والسفن القريبه من الشاطئ وخزانات المياه والوقود.

## مراجع

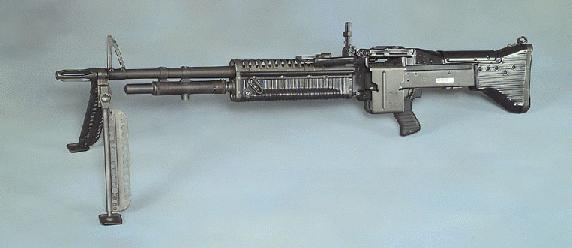
إم 60